# Jonathan Brison
Jonathan Brison (Soissons, 7 de febrero de 1983) es un exfutbolista francés que jugaba como defensa.

## Trayectoria
Jugador del Nancy desde categorías juveniles, Brison hizo su debut en la Ligue 2 en septiembre de 2002 en la derrota por 3-1 frente al Clermont Foot. A pesar de que nunca le ha gustado dicha posición, jugó como lateral izquierdo hasta llegar al equipo principal del Nancy.  
Como mediocampista, Brison ha jugado la mayoría del partidos del Nancy desde que se estableció en el primer equipo durante la temporada 2003-04.
Anunció su retirada en agosto de 2018.

## Clubes
| Club                   | País    | Año       |
| ---------------------- | ------- | --------- |
| A. S. Nancy-Lorraine   | Francia | 2002-2012 |
| A. S. Saint-Étienne    | Francia | 2012-2016 |
| Chamois Niortais F. C. | Francia | 2016-2018 |

## Títulos

### Campeonatos nacionales
| Título          | Club                 | País    | Año  |
| --------------- | -------------------- | ------- | ---- |
| Copa de la Liga | A. S. Nancy-Lorraine | Francia | 2006 |
| Copa de la Liga | A. S. Saint-Étienne  | Francia | 2013 |